# 4. Budapesti Nemzetközi Cirkuszfesztivál
A 4. Budapesti Nemzetközi Cirkuszfesztivál (angolul: 4th International Circus Festival of Budapest) 2002. január 10. és 14. között került megrendezésre Budapesten, a Fővárosi Nagycirkuszban. Az „A” műsorra január 10-én és 13-án, a „B” műsorra január 11-én és 12-én került sor. A gála műsort január 14-én tartották.

## A fesztivál általában

### Műsora
A másfél évtizedes hagyománynak megfelelően, tíz ország artistaművészei ezúttal is két műsorban, két-két előadásban léptek a közönség és a zsűri elé. Az eseménysort a zárónapi gálaelőadás zárta.
A fesztivált 9 234-en látták.

## A fesztiválon fellépő művészek

### „A” műsor
Az „A” műsort január 10-én, csütörtökön 19 órakor és január 13-án, vasárnap 19 órakor mutatták be a Fővárosi Nagycirkuszban. Az előadás 2 órás volt, egy 15 perces szünettel. A nemzetközi, szakmai zsűri szavazatai alapján a legjobbak jutottak tovább a gálaműsorba. 16 produkciót nézett meg a zsűri.
A műsort hagyományosan az Állami Artistaképző Intézet növendékei nyitották meg, majd a parádén felvonultak a versenyzők.
| #  | Előadó            | Szám                       | Ország       | Eredmény     |
| -- | ----------------- | -------------------------- | ------------ | ------------ |
| 01 | Adams             | lovaszsonglőrök            | Magyarország |              |
| 02 | Duo Urunov        | légtornászok               | Oroszország  |              |
| 03 | Marco Carolei     | komikus                    | Olaszország  |              |
| 04 | Blue Girl's       | kézegyensúlyozók           | Magyarország |              |
| 05 | Zee Deneck        | zsonglőr                   | Csehország   |              |
| 06 | Jonny Hirose      | illuzionista               | Japán        | Díszvendég   |
| 07 | Murzak            | rúddobó akrobaták          | Oroszország  | Továbbjutott |
| 08 | Hebei csoport     | akrobatika szíjakon        | Kína         |              |
| 09 | Kristina Kokorina | zsonglőr                   | Oroszország  | Továbbjutott |
| 10 | Marco Carolei     | komikus                    | Olaszország  |              |
| 11 | Pakucza           | erőművész                  | Magyarország |              |
| 12 | Saprekin & Lora   | humoros majomidomítás      | Oroszország  |              |
| 13 | Enrica Stauberti  | hajlógó szám               | Csehország   |              |
| 14 | Royal Brothers    | kézegyensúlyozók           | Olaszország  |              |
| 15 | Koko Clown        | humoros kötél-egyensúlyozó | Oroszország  |              |
| 16 | Catana csoport    | ugródeszka akrobaták       | Románia      | Továbbjutott |

A műsort hagyományosan a finálé zárta, ahol a fellépő művészek még egyszer felvonultak.

### „B” műsor
A „B” műsort január 11-én, pénteken 19 órakor és január 12-én, szombaton 19 órakor mutatták be a Fővárosi Nagycirkuszban. Az előadás 2 órás volt, egy 15 perces szünettel. A nemzetközi, szakmai zsűri szavazatai alapján a legjobbak jutottak tovább a gálaműsorba. 15 produkciót nézett meg a zsűri.
A műsort hagyományosan az Állami Artistaképző Intézet növendékei nyitották meg, majd a parádén felvonultak a versenyzők.
| #  | Előadó                | Szám                     | Ország                | Eredmény     |
| -- | --------------------- | ------------------------ | --------------------- | ------------ |
| 01 | Menestrelli-Jazlovski | játékos kutyák           | Oroszország           | Továbbjutott |
| 02 | Vajda csoport         | ugródeszka akrobaták     | Magyarország          |              |
| 03 | Svetlana              | lengő kötélen            | Oroszország           |              |
| 04 | Double Face           | diaboló szám             | Olaszország           |              |
| 05 | Duo Flash             | humoros akrobaták        | Ukrajna               | Továbbjutott |
| 06 | David Könyöt & Yotzo  | bohózat                  | Anglia – Magyarország |              |
| 07 | Hugo Zamoratte        | ember az üvegben         | Argentína             |              |
| 08 | Jakubovi              | pónikon lovagló majmok   | Oroszország           |              |
| 09 | Legend                | légtornászok             | Ukrajna               |              |
| 10 | Ramwell               | zsonglőr                 | Magyarország          |              |
| 11 | Dzen                  | magasiskola lovaglás     | Oroszország           | Továbbjutott |
| 12 | New Stauberti         | rúdegyensúlyozók         | Csehország            |              |
| 13 | David Könyöt & Yotzo  | bohózat                  | Anglia – Magyarország |              |
| 14 | Golden Pyramid        | plasztikus akrobata trió | Magyarország          |              |
| 15 | Hebei csoport         | karikaugró akrobaták     | Kína                  | Továbbjutott |

A műsort hagyományosan a finálé zárta, ahol a fellépő művészek még egyszer felvonultak.

### Gála műsor
A gálaműsort január 14-én, hétfőn 19 órakor mutatták be a Fővárosi Nagycirkuszban. Az előadás 2 órás volt, egy 15 perces szünettel. 16 produkció lépett fel. A mezőnyt az „A” műsor és „B” műsor továbbjutói alkották.
A műsort hagyományosan az Állami Artistaképző Intézet növendékei nyitották meg, majd a parádén felvonultak a versenyzők.
| #  | Előadó                | Szám                   | Ország       | Helyezés | Díj           |
| -- | --------------------- | ---------------------- | ------------ | -------- | ------------- |
| 01 | Murzak csoport        | rúddobó akrobaták      | Oroszország  | 2.       | Ezüst fokozat |
| 02 | Hebei csoport         | légtornászok szíjakon  | Kína         | —        | —             |
| 03 | Svetlana              | lengő-kötél légtornász | Oroszország  | —        | —             |
| 04 | Vajda csoport         | ugródeszka akrobaták   | Magyarország | —        | —             |
| 05 | Ramwell               | zsonglőr               | Magyarország | —        | —             |
| 06 | Menestrelli-Jazlovski | játékos kutyák         | Oroszország  | 3.       | Bronz fokozat |
| 07 | Duo Flash             | humoros akrobaták      | Ukrajna      | 2.       | Ezüst Fokozat |
| 08 | Legend                | repülő trapéz          | Ukrajna      | —        | —             |
| 09 | Kristina Kokorina     | zsonglőr               | Oroszország  | 2.       | Ezüst Fokozat |
| 10 | Golden Pyramid        | élő szobrok            | Magyarország | —        | —             |
| 11 | Marco Carolei         | komikus                | Olaszország  | —        | —             |
| 12 | Duo Urunov            | légtornászok           | Oroszország  | —        | —             |
| 13 | Catana csoport        | ugródeszka akrobaták   | Románia      | 3.       | Bronz fokozat |
| 14 | Blue Girl's           | kézegyensúlyozók       | Magyarország | —        | —             |
| 15 | Dzen                  | magasiskola lovaglás   | Oroszország  | 3.       | Ezüst fokozat |
| 16 | Hebei csoport         | karikaugró akrobaták   | Kína         | 1.       | Arany fokozat |

A műsort hagyományosan a finálé zárta, majd átadták a Pierrot-díjakat.

## A fesztivál győztesei
| Díj           | Elnyerte          | Nemzet      | Szám                 |
| ------------- | ----------------- | ----------- | -------------------- |
| Arany fokozat | Hebei Troupe      | Kína        | karikaugró-akrobaták |
| Ezüst fokozat | Murzak            | Oroszország | rúddobó-akrobaták    |
| Ezüst fokozat | Kristina Kokorina | Oroszország | zsonglőr             |
| Ezüst fokozat | Duo Flash         | Ukrajna     | humoros akrobaták    |
| Bronz fokozat | Menestrelli       | Oroszország | játékos kutyái       |
| Bronz fokozat | Dzen              | Oroszország | magasiskola-lovaglás |
| Bronz fokozat | Catana Troupe     | Románia     | ugródeszka-akrobaták |

## A fesztivál televízió felvétele
A fesztivál teljes műsorát az M2 felvette, és az 1. fesztivállal, Nemzetközi Cirkuszfesztivál - Válogatás a korábbi évek cirkuszfesztiváljaiból címmel egy részben műsorára tűzte. A felvétek 1 lemezes DVD-n megvásárolhatók a Fővárosi Nagycirkusz ajándékboltjában.

## Visszatérő művészek
| Előadó        | Szám    | Ország      | Előző év(ek) |
| ------------- | ------- | ----------- | ------------ |
| Marco Carolei | komikus | Olaszország | 1996         |

## Hang és Kép
- YouTube videó: A 4. Budapesti Nemzetközi Cirkuszfesztivál